# ジョン・エリス
ジョン・エリス（John Ellis、1874年10月4日 - 1932年9月20日）は、イギリスの死刑執行人である。
23年間にわたって死刑執行人の職務に就き、203回の死刑を執行した。当時の報酬は歩合制で、イングランドが10ポンド、アイルランドが15ポンドであり、総額で2千ポンド以上を稼いだという。
普通の工場労働者であった彼がなぜ死刑執行人という忌み嫌われていた職についたのか、その理由は明確ではない。何度もマスコミが取材を行い質問しているが、要領を得ない曖昧な回答のみで、はっきりとした理由は本人ですらわからなかったと言われている。
彼は死刑執行人として大変に有名になっていた。カナダの死刑執行人であるアーサー・エリスは彼の甥であると自称していたが、実際には無関係だった。

## 経歴
- 1874年10月4日にロッチデールで床屋のジョージェフ・エリスの長男として生まれる。
- 義務教育を卒業するとすぐにイーグル紡績会社で働いた。
- 1895年4月20日に同じ工場で働くアニーと結婚した。
- 1901年に死刑執行人に応募して助手として採用され、ウィリアム・ビリントンの助手として死刑執行に携わるようになる。
- 1907年1月に死刑執行人として最初の仕事を行う。
- 1924年辞職する。
- 引退後は理髪店を始めるが見世物のようになった
- 1924年4月、回想録を出版する。
- 1924年8月24日、拳銃自殺未遂を起こす
- 1927年、役者としてデビュー、「チャールズ・ピースの生涯と冒険」で死刑執行人ウィリアム・マーウッドの役として出演する。
- 1932年9月20日、剃刀で自分の喉を切って自殺

## 参考資料
- ブライアン・ベイリー 『ハングマン - 絞首刑執行人ジャック・ケッチからアルバート・ピアポイントに至る英国社会史の知られざる暗黒』 谷 秀雄訳、中央アート出版社、1991年 ISBN 978-4886396037